# Osbornellus pandus
Osbornellus pandus är en insektsart som beskrevs av Delong 1941. Osbornellus pandus ingår i släktet Osbornellus och familjen dvärgstritar. Inga underarter finns listade i Catalogue of Life.